# Barbolla
Barbolla es un municipio y localidad española de la provincia de Segovia, en la comunidad autónoma de Castilla y León. Cuenta con una población de 150 habitantes (INE 2024). Tiene como pedanía la localidad de El Olmo y en su término aún subsisten otros dos pequeños núcleos, hoy despoblados: Corralejo y Villarejo.

## Geografía
| Noroeste: Navares de Ayuso              | Norte: Aldeonte | Noreste: Boceguillas           |
| Oeste: enclave de El Olmillo (Aldeonte) |                 | Este: Boceguillas              |
| Suroeste: Sepúlveda                     | Sur: Sotillo    | Sureste: Castillejo de Mesleón |

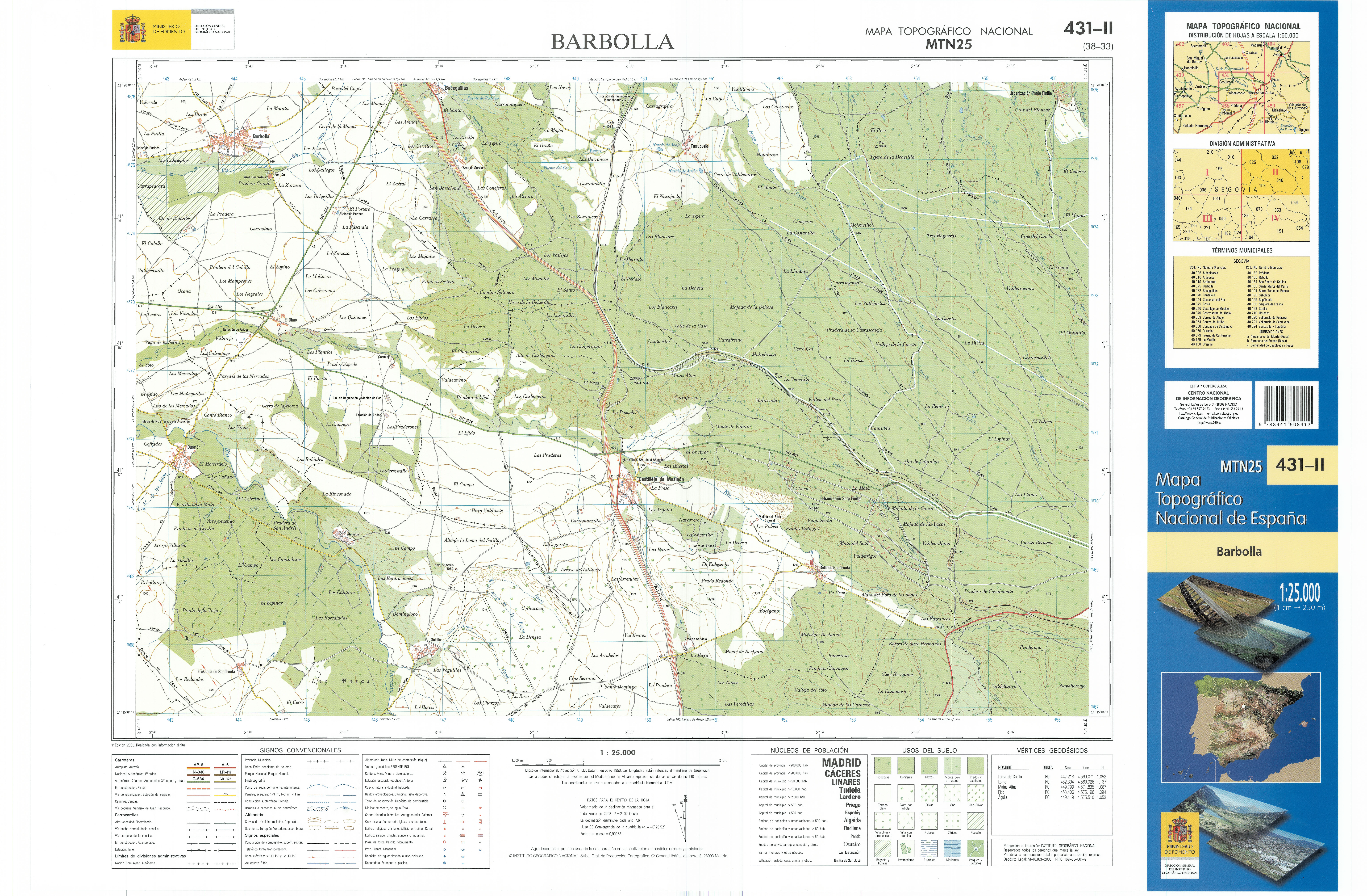
Fragmento de la hoja 431 del Mapa Topográfico Nacional de España de 2008 en el que se representa parte de Barbolla

El relieve de Barbolla es predominantemente llano, con altitudes que van de los 935 m en el límite oeste del término municipal a los 1032 m de La Chorra, en el borde noroeste, o los 1040 m que se superan en zonas de monte del límite este; siendo la altitud media de su territorio de 1000 m. Su término municipal está atravesado por dos cursos fluviales, ambos afluentes del río Duratón y que llegan a secarse durante el verano: el río de la Hoz o río Ayuso, formado por la confluencia de varios cauces que bajan principalmente desde la sierra de Pradales, situada al norte, y el río Serrano, que nace al este, en la sierra de Ayllón.
En cuanto al clima, la pluviometría anual media de Barbolla es de 565 mm y la temperatura media anual, de 11,1 °C, con una media de mínimas en el mes más frío de -1,1 °C y una media de máximas en el mes más cálido de 29,4 °C.
Ubicado cerca de la autovía del Norte A-1, en las proximidades de Boceguillas, y a 7 km al noreste de Sepúlveda, a cuyo partido judicial pertenece. La actividad económica gira en torno a la agricultura, sector favorecido en Barbolla por la alta calidad de sus suelos en comparación con los municipios limítrofes, y a las explotaciones ganaderas.

## Historia
El territorio es repoblado durante la reconquista por la Comunidad de Villa y Tierra de Sepúlveda, quedando encuadrado el pueblo dentro del Ochavo de Bercimuel.
Según Pedro Luis Siguero, autor del libro Significado de los nombres de los pueblos y despoblados de Segovia, la localidad se llama así al menos desde 1247, en que ya se nombra Barvolla.
Además de Barbolla, el término ha llegado a contar con otros cinco núcleos habitados de los que solo uno, El Olmo, mantiene hoy población. En 1204 se le nombra como Sancta Maria del Olmo y en 1591 aparece citado como Nuestra Señora del Olmo, pero desde 1759 se le conoce ya simplemente como El Olmo, pasando a formar parte de Barbolla en 1847. De los otros cuatro núcleos, dos aún pueden visitarse. Se trata de Corralejo, que hasta el siglo XVI era conocido como Corral de Yuso y que en 1950 contaba con 41 habitantes, y Villarejo, citado hasta el siglo XV como Villarejo de la Serna y que en el censo de 1950 aparece aún con 16 habitantes. En cambio, nada queda de los otros dos núcleos de los que se tiene constancia: Soña, denominado Sonna en referencias de 1247, y Zarzosa, que en 1591 era citado como Çarzossa.
Hacia mediados del siglo XIX, el lugar tenía contabilizada una población de 266 habitantes. Aparece descrito en el tercer volumen del Diccionario geográfico-estadístico-histórico de España y sus posesiones de Ultramar de Pascual Madoz de la siguiente manera:

BARBOLLA: v. con ayunt. de la prov. y dióc. de Segovia (10 leg.), part. jud. de Sepúlveda (1), aud. terr. de Madrid (21), c. g. de Castilla la Nueva: sit. en una llanura espaciosa qué forma un paralelógramo de E. á O. á 3 leg. de la sierra carpetana; su clima es húmedo, frecuente de nieblas y la baten libremente todos los vientos, padeciéndose calenturas inflamatorias en otoño y primavera, y biliosas en verano: tiene 74 casas muy bajas y de inferior construccion, que forman calles irregulares, sin empedrar y pantanosas: hay casa de ayunt., escuela, á la que concurren 14 niños y 10 niñas; el maestro percibe 24 fan. de trigo; igl. parr. que tiene por aneja la inmediata del Olmo, congos barrios de Villarejo y Corralejo, y en los afueras al NE. del pueblo 1 ermita titulada la Magdalena, en la que se halla el cementerio, en donde es de admirar 1 álamo que tiene 250 años y 36 pies de rey de diámetro. Confina el térm. al N. con el de Aldeonte, E. Boceguillas, S. el Olmo y Duraton, O. el Olmillo, en una extensión de 1/2 leg. de E. á O. y 3/4 de N. á S., comprendiendo 2,600 fan. que se labran por mitad en 2 hojas que alternan cada año; le riega un riach. que se forma de 2 arroyos procedentes el uno de Navares de las Cuevas y Aldeonte, y el otro de Boceguillas: tiene 1 puente de piedra y varios puentecillos, y desagua en el Duraton, junto á Sepúlveda: el terreno es todo llano de primera calidad la mayor parte, y alguno inferior; los caminos locales y en mal estado; el correo se recibe por los mismos interesados en Sepúlveda; prod.: trigo, cebada, centeno, garrobas, yeros, titos, garbanzos, muelas, avena y patatas; se mantiene algun ganado lanar fino, vacuno, de cerda y caballerias mayores y menores; y se crian liebres y perdices; pobl.: 72 vec., 266 alm. cap. imp.: 64,695 rs.; contr.: 11,000; presupuesto municipal: 2,077 rs. 14 mrs., del que se pagan 400 al secretario por su dotacion y se cubre con 393 rs. que vale ordinariamente el caudal de propios y repartimiento vecinal. Este pueblo, asi como la mayor parte de los de este part., tuvieron principio durante el gobierno del conde Fernan Gonzalez.
(Madoz, 1846, p. 400)

## Demografía
Cuenta con una población de 150 habitantes (INE 2024).
| Gráfica de evolución demográfica de Barbolla entre 1842 y 2021 |
| |
| Población de derecho según los censos de población del INE Población de hecho según los censos de población del INEEntre el censo de 1857 y el anterior, crece el término del municipio porque incorpora a 405026 (El Olmo) |

## Símbolos
El escudo heráldico y la bandera que representan al municipio fueron aprobados oficialmente el 14 de enero de 1998. El escudo se blasona de la siguiente manera:

«Escudo partido. Primero, de oro con una fuente de piedra, de la que mana abundante agua. Segundo, de gules con un castillo de oro, almenado, mazonado de sable y aclarado de azur, acompañado de dos llaves de plata, una a cada flanco, timbrado de la Corona Real Española.»
Boletín Oficial de Castilla y León n.º 64/2000 de 31 de marzo de 2000

La descripción textual de la bandera es la siguiente:

«Bandera cuadrada, de proporción 1:1, de color amarillo, con una faja ondeada azul, con el escudo municipal en el centro, en sus colores.»
Boletín Oficial de Castilla y León n.º 64/2000 de 31 de marzo de 2000

## Administración y política
Lista de alcaldes
| Periodo   | Nombre                           | Partido | Partido |
| --------- | -------------------------------- | ------- | ------- |
| 1979-1983 | Félix Arranz Martín              |         | UCD     |
| 1983-1987 | Juan Antonio Fernández Cristóbal |         | PSOE    |
| 1987-1991 | Basilio del Olmo Alonso          |         | PDP     |
| 1991-1995 | Basilio del Olmo Alonso          |         | PP      |
| 1995-1999 | Basilio del Olmo Alonso          |         | PP      |
| 1999-2003 | Basilio del Olmo Alonso          |         | PP      |
| 2003-2007 | Basilio del Olmo Alonso          |         | PP      |
| 2007-2011 | Basilio del Olmo Alonso          |         | PP      |
| 2011-2015 | Basilio del Olmo Alonso          |         | PP      |
| 2015-2019 | Basilio del Olmo Alonso          |         | PP      |
| 2019-2023 | Basilio del Olmo Alonso          |         | PP      |
| 2023-act. | Basilio del Olmo Alonso          |         | PP      |

## Localidades adyacentes
El siguiente diagrama muestra la distancia en línea recta entre Barbolla y las localidades más cercanas.

## Cultura

### Patrimonio

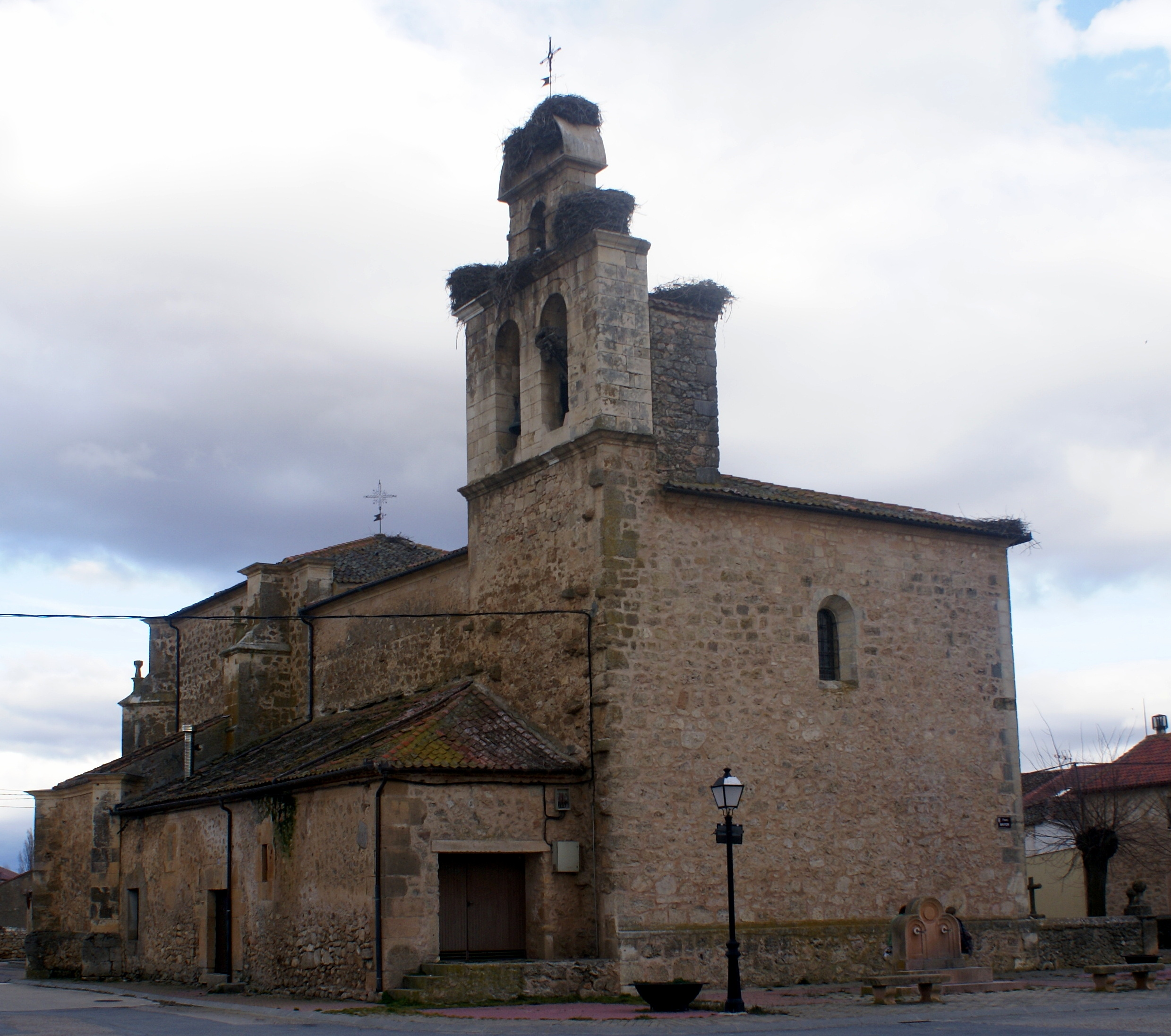
Iglesia de Nuestra Señora de la Soña

- Iglesia parroquial de Nuestra Señora de Soña, un templo gótico de una sola nave que destaca por sus retablos barrocos, presididos por el que acoge la imagen románica de la patrona de la villa. Además, el templo cuenta con una pila bautismal también románica.
- En el exterior, frente al templete de entrada a la iglesia, se alza el antiguo rollo de la localidad, erigido con sillares de planta octogonal y que bien pudiera haber sido usado hace siglos como picota de justicia.

### Fiestas
- Santa María Magdalena (22 de julio)
- Nuestra Señora de Soña (segundo domingo de septiembre), patrona de la localidad.

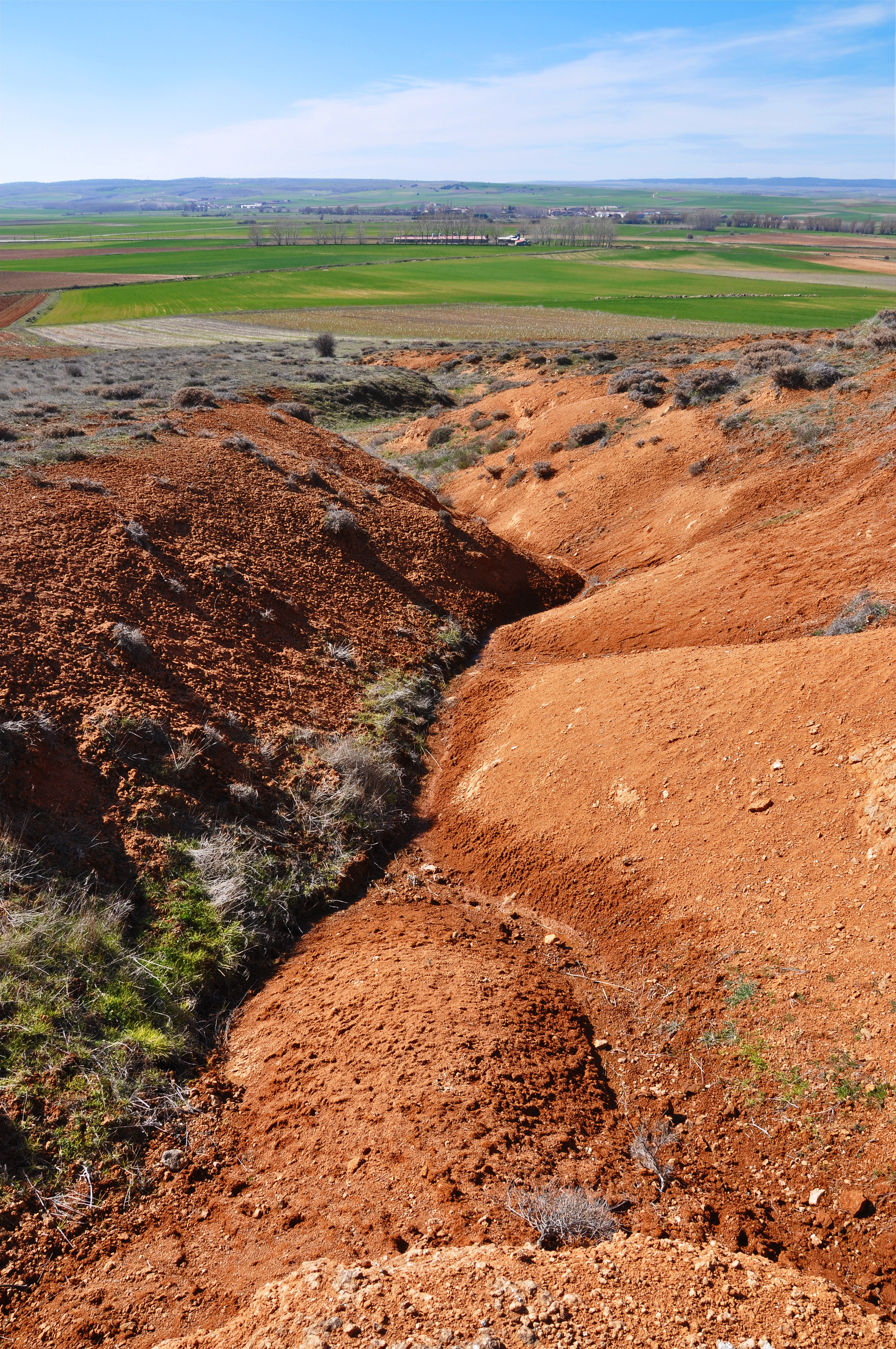
Panorámica del término de Barbolla y de su casco urbano desde el paraje conocido como La Pascuala, cercano a la SG-232, carretera que une Boceguillas y Aldealcorvo